# Kętrzyn (stacja kolejowa)
Kętrzyn – stacja kolejowa w Kętrzynie, w województwie warmińsko-mazurskim, w Polsce.

## Ruch pasażerski
| Rok  | Wymiana pasażerska na dobę |
| ---- | -------------------------- |
| 2017 | 300-499                    |
| 2022 | 300-499                    |

Powstała w 1867 roku, po otwarciu połączenia kolejowego do Bartoszyc. Rok później powstał szlak do Ełku, zaś w 1907 roku otwarto połączenie do Węgorzewa. Stacja posiada 5 torów głównych, z których jeden posiada możliwość wyjazdu jedynie w kierunku Węgorzewa. Znajduje się tutaj dosyć dużo torów bocznych, przy których znajdują się place ładunkowe, magazyny, rampy. Ruchem na stacji steruje się z dwóch nastawni: "Kn" od strony Giżycka i "Kn1" od strony Korsz. Wyposażone są one w urządzenia mechaniczne scentralizowane z sygnalizacją kształtową. Jedynie semafor wjazdowy od strony Giżycka i wszystkie tarcze ostrzegawcze zostały wymienione na świetlne. Nadal jednak przy dwóch semaforach wjazdowych znajdują się kształtowe tarcze przelotowe. Od czerwca 2014 roku zmodernizowano budynek dworca PKP, parkingu oraz całej ulicy Dworcowej. 
W budynku dworca: kasa PKP Intercity, galeria, toalety, biuro spółki Komunalna Energetyka Cieplna, Młodzieżowe Centrum Kariery OHP, Polskie Towarzystwo Turystyczno-Krajoznawcze.
Od 2016 do 2018 roku były uruchamiane są sezonowe połączenia Kętrzyn – Węgorzewo, organizowane przez SKPL Cargo. Aktualnie stacja kolejowa jest nieczynna w związku z trwającą modernizacją linii kolejowej nr 38 na odcinku Korsze – Ełk i stacji przyległych.